# انقلابی شجاع (فیلم)
انقلابی شجاع (به هندی: Krantiveer) فیلمی محصول سال ۱۹۹۴ و به کارگردانی مهول کومار است. در این فیلم بازیگرانی همچون نانا پاتیکار، دیمپل کاپادیا، آتول آگنیهوتری، مامتا کولکارنی، دنی دنزونگپا، پارش راوال، فریده جلال، تینو آناند، مشتاق خان ایفای نقش کرده‌اند.